# 自家用操縦士
自家用操縦士（じかようそうじゅうし、英：Private Pilot Licence、略称：PPL）は、航空従事者国家資格のうちの1つ。国土交通省管轄。
報酬を受けない（乗せる人から料金を、荷主から輸送料を受け取る事は一切出来ない）で、無償の運航を行う航空機つまり自家用の軽飛行機やビジネスジェットなどを操縦するのに必要な資格である。日本の運転免許の第一種に相当する。
飛行機（固定翼機。一般に言う「飛行機」）・回転翼航空機（ヘリコプター）・滑空機（グライダー）・飛行船に分かれている。

## 等級
飛行機と回転翼航空機は、
- 発着できる場所が陸上のみか水上（水上機）
- エンジン形態がピストン（レシプロエンジン）かタービン（ターボプロップエンジンを含むジェットエンジン）
- エンジン数が単発か多発（ツインエンジンジェット、トライジェット、クワッドジェット）

の8等級に分かれている。
滑空機は
- 曳航装置なし動力滑空機
- 曳航装置付き動力滑空機
- 上級滑空機
- 中級滑空機

の4等級に分かれている。
上記の等級は事業用操縦士も同じである。
操縦に2人以上を要する機種や国土交通大臣が指定する型式の航空機については型式についての限定もある。
計器飛行には計器飛行証明が必要となる。
実際の飛行では管制塔や他の航空機と交信するため航空無線の免許が必要であるが、日本では操縦士の資格に含まれていないため、別途航空特殊無線技士か航空無線通信士の資格が必要となる。
資格を有していない者が操縦訓練をするために「航空機操縦練習許可」という制度もあり、これを受けていれば有効期限内は、操縦教育証明についての資格を有している指導者（教官）が同乗すれば飛行を伴う操縦訓練が可能である。また教官が同乗していれば無線の資格も不要である。
アメリカでは飛行機の操縦資格として「Recreational pilot」や「Sport pilot」など機種や飛行条件が限定されるもののPPLより取得しやすい区分が存在するが、日本では自家用操縦士が最も条件が緩やかな区分である。

## 試験
国家試験は、学科試験が年2回以上実施される（実施は国土交通省）。学科試験合格後、実技試験を実施する。試験には17歳以上（滑空機は16歳以上）の年齢制限のほか、一定の飛行経歴が必要になる。

### 飛行機、回転翼航空機、飛行船
- 学科
  1. 航空工学
  2. 航空気象
  3. 空中航法
  4. 航空通信
  5. 航空法規（国内・国際）

- 実技
  1. 運航知識、飛行前作業、離着陸、異常時及び緊急時の操作、航空交通管制機関等との連絡、総合能力等
  2. 外部視認飛行
  3. 野外飛行

### 滑空機
- 学科
  1. 航空工学
  2. 滑空飛行に関する気象
  3. 空中航法
  4. 航空通信（動力滑空機のみ受験）
  5. 航空法規（国内）

- 実技
  1. 運航知識
  2. 点検、飛行上等航行
  3. 離陸・着陸、緊急時操作・連携､連絡
  4. 総合能力

## 身体的条件等
自家用操縦士の資格を保持していても、航空身体検査証明を取得しなければ飛ぶことはできない。自家用飛行に必要な身体検査基準は国により異なる。
例えば、一例として視力（遠視力）をあげると
- 日本 - 各眼0.7以上（レンズの矯正度数に制限あり）
- ICAO - 各眼0.5以上・両眼0.7以上（矯正度数の規定なし。ただし度数の高い場合コンタクトレンズまたはhigh-indexレンズ使用）
- 米国 - 各眼0.5以上（矯正度数の規定なし）
- 欧州 - 各眼0.5以上・両眼1.0以上（矯正度数に制限あり）

というように国により異なっている（上記は裸眼または矯正どちらでも可。裸眼視力のみについての規定はない）。
その他の身体的条件、脳波検査や心電図検査の扱いも国により異なっている。